# Tram van Helsingborg

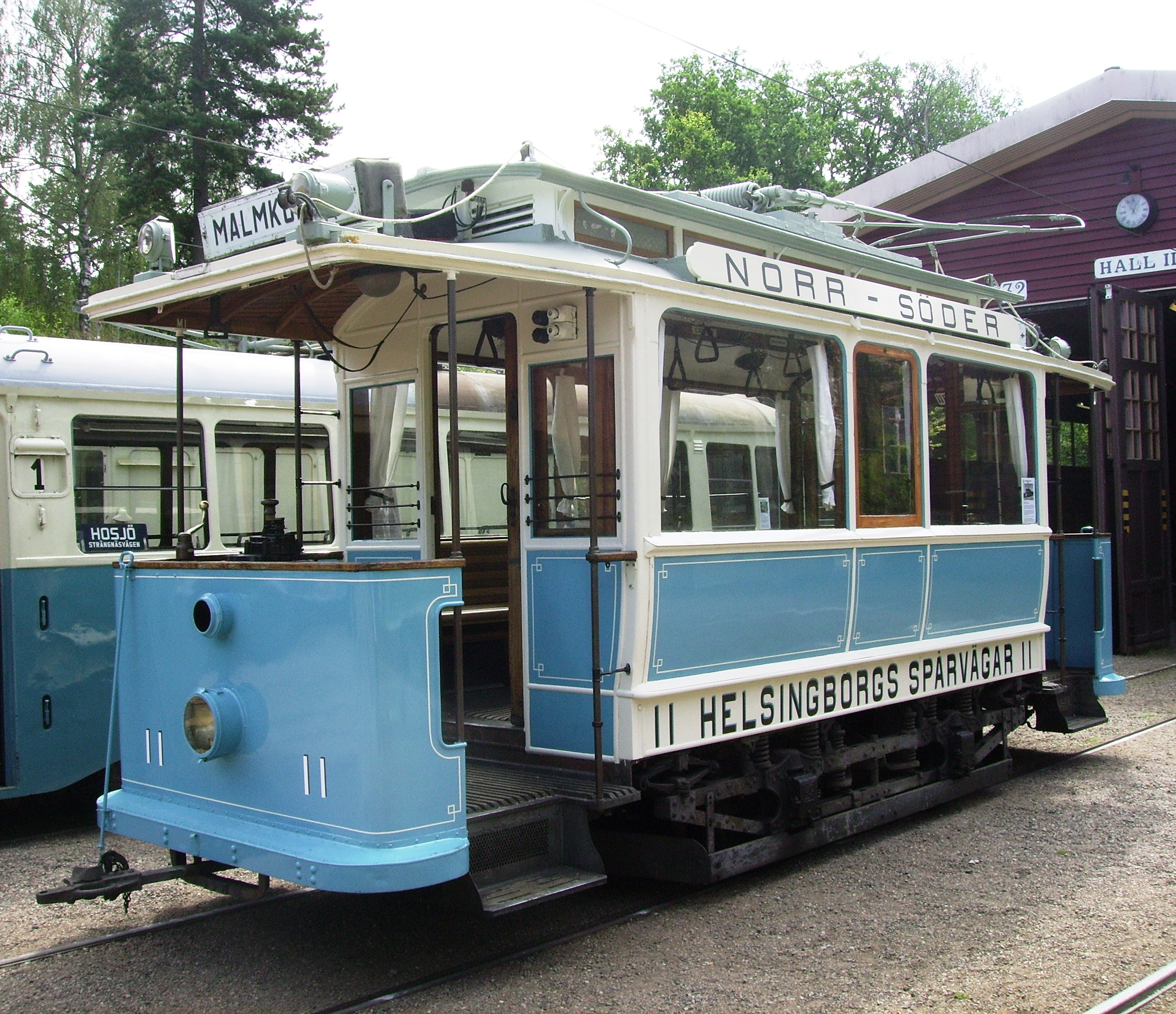
Motorwagen 11 van de Tram van Helsingborg in het Trammuseum Malmköping in 2013.

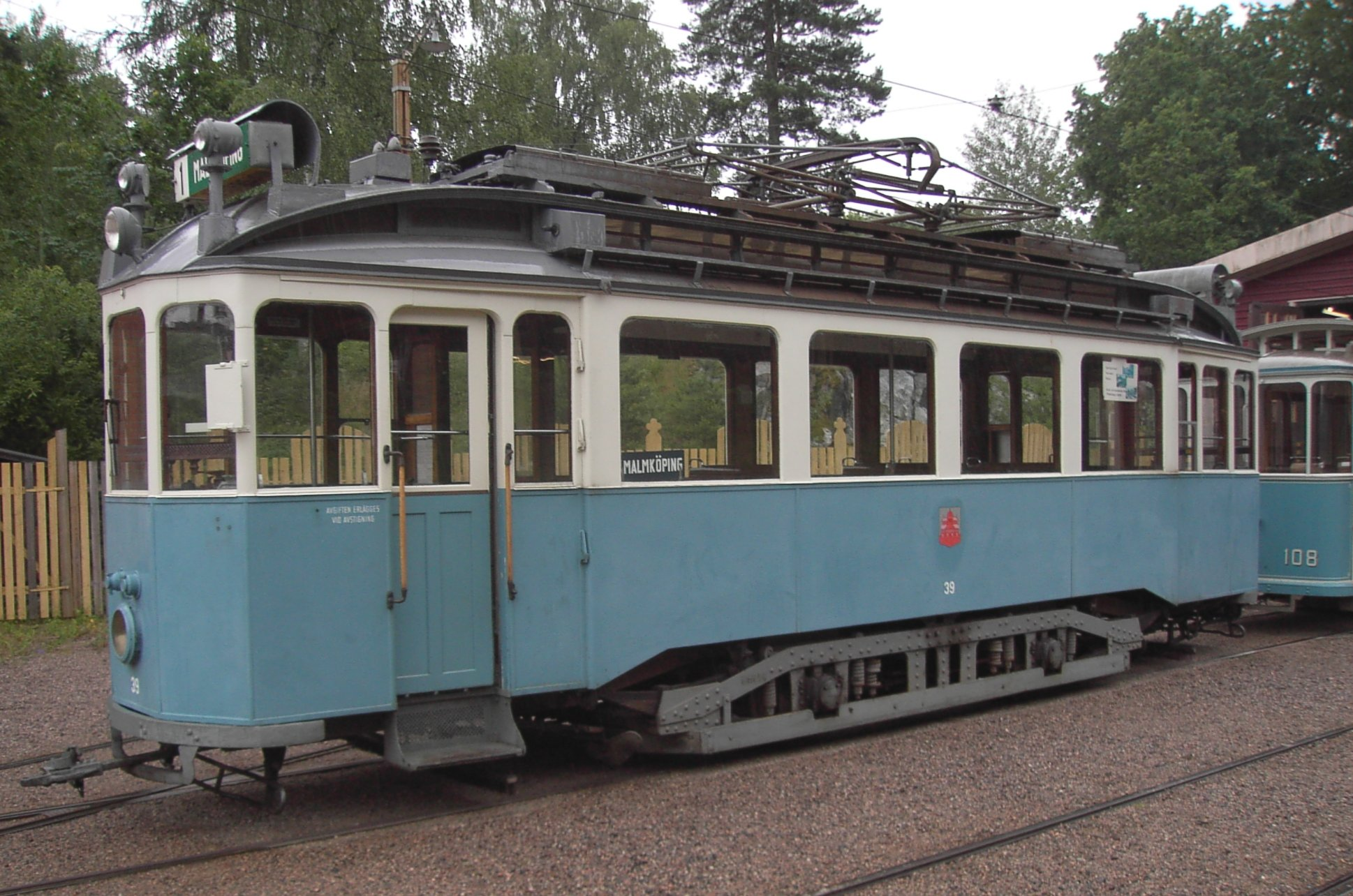
Motorwagen 39 van de Tram van Helsingborg in het Trammuseum Malmköping in 2007.

De tram van Helsingborg bestond van 1903 tot 1967. In de Zweedse stad Helsingborg elektrische trams vanaf 1906. De laatste tramlijn werd in 1967 vervangen door bussen. Inmiddels worden er plannen gemaakt voor een nieuw trambedrijf.
Hälsingborgs stads spårvägar (HSS), oorspronkelijk Helsingborgs stads spårvägar, werd opgericht in 1903 en zorgde voor vervoer met elektrische trams tot 1967. Onderdeel van het bedrijf was de 8 km lange Helsingborg – Råå – Ramlösa Järnväg (spoorlijn Helsingborg – Råå – Ramlösa), geopend in 1897 en gesloten in 1967. Deze lijn was oorspronkelijk aangelegd in smalspoor (600 mm), maar in 1906 verbouwd tot normaalspoor (1435 mm) en geëlektrificeerd. Het was de eerste elektrische spoorlijn van Zweden. Naast personenvervoer was er ook goederenvervoer met elektrische locomotieven. In 1924 werd de spoorlijn geïntegreerd in het stadstramnet.
De trams in Helsingborg reden op normaalspoor (1435 mm) en waren lichtblauw met wit geschilderd. Vanaf de beginjaren reden de tramlijn 1 en 2, in de jaren twintig werd het tramnet uitgebreid, tot uiteindelijk zes lijnen. In de jaren vijftig werden verschillende lijnen opgeheven.

## Tramlijnen
- 1: Pålsjöbaden – Råå
- 2: Pålsjöbaden – Ramlösa
- 3: Pålsjöbaden – Elektromekano
- 4: Senderöd – Stattena
- 5: Tågaborg – Stattena
- 6: Bergaliden – Wilson Park

### Na 1955
- 1: Tågaborg – Råå
- 3: Tågaborg – Lussebäcken
- 5: Jörgens Plats – Stattena

De lijnen 1, 3 en 5 werden opgeheven per 3 september 1967 (Dag H), toen het verkeer in Zweden van linksverkeer overging op rechtsverkeer.

## Trammaterieel
De eerste decennia reed het trambedrijf met klassieke tweeassige motor- en bijwagens. Na 1949 werden twee lijnen (1 en 3) bereden met moderne eenrichting tweeasserstellen met stalen bak (motorwagens 41-55). Op lijn 5 reden de oudere trams. In de spitsuren werd gebruikgemaakt van de bijwagens 101-108.
De meeste trams zijn gebouwd door ASEA, alleen de motorwagens 28-37 zijn gebouwd door Nordwaggon te Bremen. Bij de Trammuseum Malmköping zijn de motorwagens 11 en 39 en bijwagen 108 bewaard gebleven.

### Motorwagens
- A1: nrs. 11-20, bouwjaar 1903
- B: nrs. 21-23, bouwjaar 1912
- C: nrs. 24-27, bouwjaar 1919
- D: nrs. 28-37, bouwjaar 1921
- A2: nrs. 8-10, bouwjaar 1902, naar Helsingborg in 1925
- E: nrs. 38-40 , bouwjaar 1928
- F1: nrs. 41-45, bouwjaar 1948
- F2: nrs. 46-55 , bouwjaar 1949

### Bijwagens
- S1: nrs. 101-108, bouwjaar 1919-1920
- S2: nrs. 109-112 bouwjaar 1909, naar Helsingborg in 1924